# Generala-Sommera-Straße
Die Generala-Sommera-Straße (russisch Улица Генерала Соммера/uliza generala sommera, deutsch: „General-Sommer-Straße“) ist eine zentrale Straße in Kaliningrad, Russland.

## Geschichte
Bis 1946 wurde die Straße zu Ehren von Theodor von Schön Schönstraße genannt. Am 21. November 1966 wurde die Straße in die ul. Generala Sommera umbenannt zu Ehren des Generalmajors Andrei Iossifowitsch Sommer (russisch Андрей Иосифович Соммер; 1897–1966), unter dessen Kommando die Stadt in der Schlacht um Königsberg Anfang April 1945 erobert wurde und der danach dort blieb und auch dort verstarb.

## Verlauf und Querstraßen
Sie mündet im Westen in die uliza Professora Sewastjanowa (russisch Улица Профессора Севастьянова).
In östlicher Richtung mündet die Straße in die Proletarskaja-Straße (russisch Пролетарская улица). Die Straße quert von Osten nach Westen die Minskaja-Straße (russisch Улица Минская), die uliza Podpolkownika Iwannikowa (russisch Улица Подполковника Иванникова) und die uliza Marschala Rokossowskowo (russisch Улица Маршала Рокоссовского).

## Bebauung

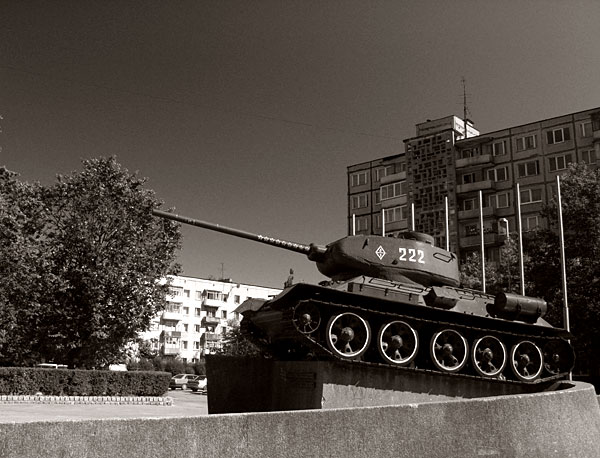
Panzer zum Gedenken an die Eroberung der Stadt.

### Haus Nr. 23
An der Generala-Sommera-Straße Nr. 23 befindet sich die Baltische Föderale Universität Immanuel Kant. Im Jahr 1980 wurde dort ein Denkmal angebracht. Es handelt sich um einen sowjetischen Panzer T-34 der auf einem Sockel steht. Entwurf und Ausführung hatten die Architekten S. P. Miroschnitschenko (russisch С. П. Мирошниченко) und V. I. Jakutin (russisch В. И. Якутин) inne.

### Haus Nr. 27

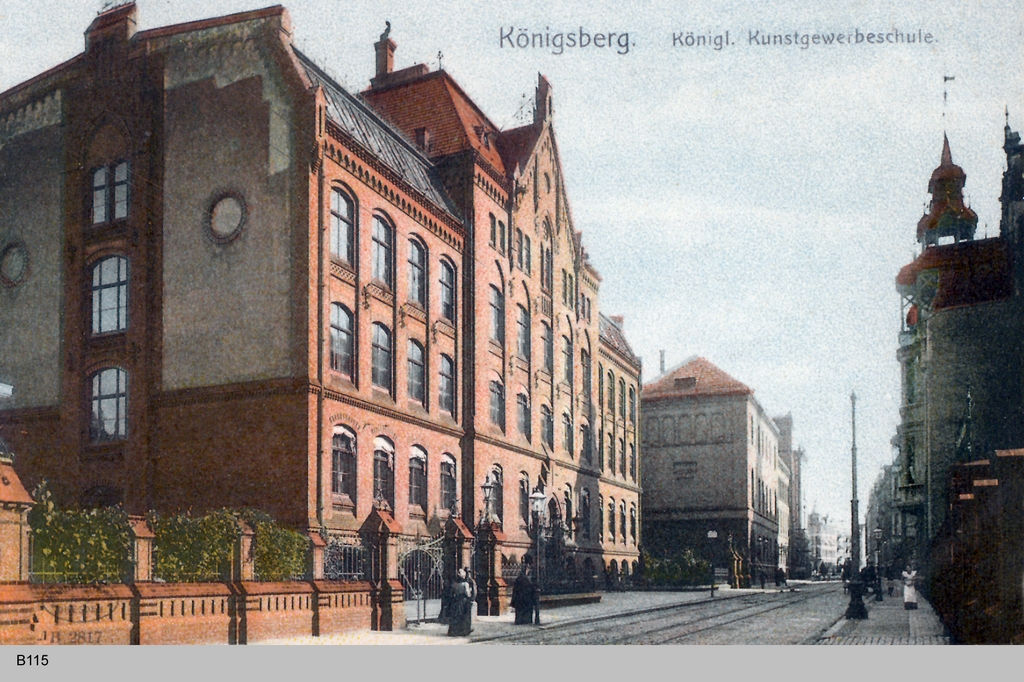
Baugewerkeschule

An der Königsberger Schönstraße 12, heute ul. Generala Sommera 27, befindet sich das im Jahre 1897 fertiggestellte Gebäude der ehemaligen Baugewerkeschule. Das Gebäude ist ein Kulturdenkmal in Kaliningrad und wird heute als Bürogebäude genutzt.